# Черёмушка (приток Моломы)

Черёмушка — река в России, протекает в Даровском районе Кировской области. Устье реки находится в 121 км по правому берегу реки Молома. Длина реки составляет 21 км.
Река берёт начало на Северных Увалах в лесном массиве в 14 км к северо-востоку от посёлка Даровской. Река течёт на северо-восток по ненаселённой местности, принимает несколько безымянных притоков. Впадает в Молому у деревни Ожеговы. Ширина реки незадолго до устья составляет 10 метров.

## Данные водного реестра
По данным государственного водного реестра России относится к Камскому бассейновому округу, водохозяйственный участок реки — Вятка от города Киров до города Котельнич, речной подбассейн реки — Вятка. Речной бассейн реки — Кама.
По данным геоинформационной системы водохозяйственного районирования территории РФ, подготовленной Федеральным агентством водных ресурсов:
- Код водного объекта в государственном водном реестре — 10010300312111100035799
- Код по гидрологической изученности (ГИ) — 111103579
- Код бассейна — 10.01.03.003
- Номер тома по ГИ — 11
- Выпуск по ГИ — 1